# The Crystal Cabinet: My Childhood at Salterns
The Crystal Cabinet: My Childhood at Salterns is een autobiografische en postuum uitgegeven roman uit 1937 van de Britse schrijfster Mary Butts. Zij ontleende deze titel aan het gelijknamige gedicht van William Blake. Haar overgrootvader, Thomas Butts, was een vooraanstaande beschermheer van Blake. Mary Butts groeide op onder de invloed van Blakes kunst, wiens schilderijen de muren van de 'Blake kamer' in haar ouderlijke huis versierden. In haar autobiografie past ze de metafoor uit het gedicht van Blake toe, om daarmee haar eigen jaren als adolescent te begrijpen.